# Геологія Чехії
Геоло́гія Че́хії
На території Чехії в структурному відношенні виділяють Чеський (Богемський) масив (частина європейських герцинід). Фундамент складений породами протерозою: в ядрі Чеського масиву верхній протерозой молданубікума, Баррандієна і їх еквівалентів в Рудних горах. Породи зазнали байкальської складчастості і метаморфізму.
Первинне зруденіння пов'язане з вулканогенно-осадовими формаціями протерозою. [Герциніди] (варисциди) складені осадовими породами ордовика і девону. Герцинська складчатость в кінці девону — на початку кам'яновугільного періоду спричинила утворення тектонічних покривал. Для гранітоїдних плутонів в Центральній Чехії та інших областях характерне поліметалічне або олов'яно-вольфрамове зруденіння. У кінці вариського тектогенезу формувалася моласа, місцями вугленосна (Остравсько-Карвінський басейн), відбулася консолідація Чеського масиву. У міжгірських прогинах в пізньому карбоні —  пермі утворилися прісноводні вугленосні басейни, в яких осадонакопичення місцями відбувалося аж до тріасу. У юрі, крейді і третинний період протікало формування озерних осадових порід. Це накопичення осадів і формування рельєфу пов'язане з тектонічними рухами пізнього мезозою епохи тектогенезу. В деяких областях активно виявилася вулканічна діяльність (базальти континентального типу), що супроводжується ремобілізацією рудних елементів.